# Jarosław Grzegorz Wilczyński
Jarosław Grzegorz Wilczyński – polski biolog, dr hab. nauk biologicznych, profesor instytutu Instytutu Systematyki i Ewolucji Zwierząt Polskiej Akademii Nauk.

## Życiorys
W 2003 ukończył studia archeologiczne na Uniwersytecie Jagiellońskim, 25 lutego 2010 obronił pracę doktorską Wykorzystanie dużych ssaków przez ludność kręgu kultur graweckich w Europie Środkowej, 11 grudnia 2017 habilitował się na podstawie pracy zatytułowanej Zwierzęce szczątki kostne ze stanowisk kultury graweckiej jako klucz do poznania zachowań paleolitycznych grup łowiecko-zbierackich.
Jest zatrudniony na stanowisku profesora instytutu w Instytucie Systematyki i Ewolucji Zwierząt Polskiej Akademii Nauk, oraz członka w Komisji Paleogeografii Czwartorzędu na IV Wydziale Przyrodniczym Polskiej Akademii Umiejętności.